# Josef Hassmann
Pour les articles homonymes, voir Hassmann.
Josef Hassmann ou Haßmann (né le 25 mai 1910 en Autriche-Hongrie et mort le 1er septembre 1969) était un joueur de football international autrichien et qui jouait au poste d'attaquant.

## Biographie

### Carrière de club
Il évolue dans 4 clubs différents durant sa carrière entre 1926 et 1945. Il joue au SK Admira Vienne de 1926 à 1931, au FC Vienne entre 1931 et 1937, au Team Wiener Linien de 1937 à 1945, sauf de 1941 à 1943 où il évolue au Rapid de Vienne.

### Carrière internationale
Au niveau international, il évolue de 1934 à 1935 avec l'équipe d'Autriche. Il est appelé par le sélectionneur autrichien Hugo Meisl pour participer à la coupe du monde 1934 en Italie.